# نادي كيدا دارول أمان
نادي كيدا دارول أمان هو نادي كرة قدم ماليزي من مدينة ألور ستار يلعب في دوري السوبر الماليزي،تأسس النادي في 1924.